# Meluco
Meluco es una villa y también uno de los dieciséis distritos que forman la provincia de Cabo Delgado en la zona septentrional de Mozambique, región fronteriza con Tanzania , a orillas del lago Niassa y región costera en el Océano Índico.

## Características
Limita al norte con los distritos de Muidumbe y Mueda, al oeste con el de Montepueze, al sur con Ancuabe y al este con Quissanga y Macomia.
Tiene una superficie de 5.799 km² y según datos oficiales de 1997 una población de 23.912 habitantes, lo cual arroja una densidad de 4,1 habitantes/km².

## División administrativa
Este distrito, formado por seis localidades, se divide en dos puestos administrativos (posto administrativo), con la siguiente población censada en 2005:
- Meluco, sede, 17 423 (Minhanaha y Mitepo).
- Muaguide, 12 431 (Iba, Mitembo y Sitate).